# Шмихел-над-Мозирєм
Шмихел-над-Мозирєм (словен. Šmihel nad Mozirjem) — поселення в общині Мозирє, Савинський регіон, Словенія. Висота над рівнем моря: 762,6 м.